# 武庫郡
武庫郡（日语：／ Muko gun */?）是過去位於兵庫縣東部的郡，已於1954年4月1日因無管轄町村而被廢除。
過去的範圍包括現在的尼崎市西部部分地區、西宮市的南半部地區和寶塚市南部武庫川以南地區。

## 歷史
在令制國時代屬於攝津國。19世紀末江戶時代結束之際，武庫郡大部分地區屬於尼崎藩和幕府的領地，另有少部分區域分屬篠山藩和尾張藩。
隨著1868年幕府的結束及接著實施的廢藩置縣政策，曾分別先後隸屬兵庫裁判所、兵庫県、尼崎縣、篠山縣，1871年全數被整併到兵庫縣內。
1879年實施郡區町村編制法，正式的設置了近代的行政區劃「武庫郡」，郡役所設於西宮鞍掛町（位於現在的西宮市）。

### 沿革

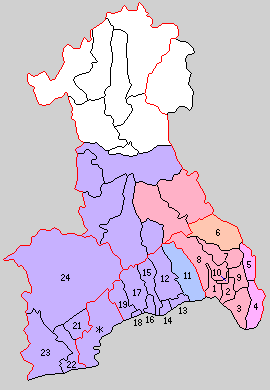
1889年武庫郡轄下的行政區劃
1.西宮町 2.今津村 3.鳴尾村 4.大庄村 5.武庫村 6.良元村 7.甲東村 8.大社村 9.瓦木村 10.芝村 11.精道村 12.本山村 13.本庄村 14.魚崎村 15.住吉村 16.御影町 17.六甲村 18.都賀濱村 19.西灘村 23.須磨村 24.山田村
（紫色：現屬神戶市、紅色：現屬西宮市、桃色：現屬尼崎市、橙色：現屬寶塚市、青色：現屬蘆屋市、＊為神戶市）

- 1889年4月1日：實施町村制，武庫郡下設：西宮町、今津村、鳴尾村（日语：鳴尾村 (兵庫県)）、大村、武庫村（日语：武庫村）、良元村（日语：良元村）、甲東村（日语：甲東村 (兵庫県)）、大社村（日语：大社村）、瓦木村（日语：瓦木村）、芝村（日语：芝村 (兵庫県)）。（1町9村）
- 1896年04月1日：八部郡和菟原郡被併入武庫郡。（2町19村）
  - 原屬菟原郡（1町8村）：精道村、本村、本山村（日语：本山村 (兵庫県)）、魚崎村、住吉村（日语：住吉村 (兵庫県)）、御影町（日语：御影町）、六甲村（日语：六甲村）、都賀濱村、西灘村（日语：西灘村）。
  - 原屬八部郡（2村）：須磨村、山田村（日语：山田村 (兵庫県武庫郡)）。
- 1896年7月1日：實施郡制（日语：郡制），設立郡參事會（日语：郡参事会）。（2町19村）
- 1912年04月1日：須磨村改制為須磨町（日语：須磨町）。（3町18村）
- 1914年05月1日：魚崎村改制為魚崎町（日语：魚崎町）。（4町17村）
- 1914年7月1日：都賀濱村改制並改名為西鄉町（日语：西郷町 (兵庫県)）。（5町16村）
- 1920年04月1日：須磨町被併入神戶市。（4町16村）
- 1921年09月1日：今津村改制為今津町（日语：今津町 (兵庫県)）。（5町15村）
- 1923年04月1日：廢除郡會和郡參事會。
- 1925年04月1日：西宮町改制為西宮市[2]，並脫離武庫郡。（4町15村）
- 1926年07月1日：廢除郡役所，此後郡不再作為行政區劃，只作為地名的表示。
- 1929年04月1日：（3町13村）
  - 六甲村被廢除，轄區分別被併入御影町和神戶市。
  - 西鄉町和西灘村被併入神戶市。
- 1933年04月1日：今津町、芝村、大社村被併入西宮市。[2]（2町11村）
- 1940年11月10日：精道村改制為蘆屋市[3]，並脫離武庫郡。（2町10村）
- 1941年02月1日：甲東村被併入西宮市。（2町9村）
- 1942年02月1日：大庄村和武庫村被併入尼崎市。[4]（2町7村）
- 1942年5月5日：瓦木村被併入西宮市。[2]（2町6村）
- 1947年03月1日：山田村被併入神戶市（被劃入兵庫區）。（2町5村）
- 1950年04月1日：御影町、魚崎町、住吉村被併入神戶市，同時這些地區被劃入新設立的東灘區。（4村）
- 1950年10月10日：本山村和本庄村被併入神戶市（被劃入東灘區）。（2村）
- 1951年04月1日：鳴尾村被併入西宮市。[2]（1村）
- 1954年04月1日：良元村和川邊郡寶塚町（日语：寶塚町）合併為寶塚市，並脫離武庫郡；同時武庫郡因無管轄町村而被廢除。

### 變遷表
| 1889年4月1日   | 1889年-1926年               | 1889年-1926年             | 1889年-1926年             | 1926年-1944年              | 1944年-1954年             | 1954年-1989年            | 1989年-現在             | 現在                    |  |
| -------------- | --------------------------- | ------------------------- | ------------------------- | -------------------------- | ------------------------- | ------------------------ | ----------------------- | ----------------------- |  |
| 川邊郡西谷村   | 川邊郡西谷村                | 川邊郡西谷村              | 川邊郡西谷村              | 川邊郡西谷村               | 川邊郡西谷村              | 1955年3月14日 併入寶塚市 | 寶塚市                  | 寶塚市                  |  |
| 川邊郡長尾村   | 川邊郡長尾村                | 川邊郡長尾村              | 川邊郡長尾村              | 川邊郡長尾村               | 川邊郡長尾村              | 1955年3月10日 併入寶塚市 | 寶塚市                  | 寶塚市                  |  |
| 川邊郡小濱村   | 川邊郡小濱村                | 川邊郡小濱村              | 川邊郡小濱村              | 1951年3月15日 川邊郡寶塚町 | 1954年4月1日 寶塚市       | 1954年4月1日 寶塚市      | 寶塚市                  | 寶塚市                  |  |
| 良元村         |                             |                           |                           |                            | 1954年4月1日 寶塚市       | 1954年4月1日 寶塚市      | 寶塚市                  | 寶塚市                  |  |
| 西宮町         | 西宮町                      | 西宮町                    | 1925年4月1日 西宮市       | 1925年4月1日 西宮市        | 西宮市                    | 西宮市                   | 西宮市                  | 西宮市                  |  |
| 今津村         | 今津村                      | 今津村                    | 1921年9月1日 今津町       | 1933年4月1日 併入西宮市    | 西宮市                    | 西宮市                   | 西宮市                  | 西宮市                  |  |
| 大社村         |                             |                           |                           | 1933年4月1日 併入西宮市    | 西宮市                    | 西宮市                   | 西宮市                  | 西宮市                  |  |
| 芝村           |                             |                           |                           | 1933年4月1日 併入西宮市    | 西宮市                    | 西宮市                   | 西宮市                  | 西宮市                  |  |
| 甲東村         | 甲東村                      | 甲東村                    | 甲東村                    | 1941年2月1日 併入西宮市    | 西宮市                    | 西宮市                   | 西宮市                  | 西宮市                  |  |
| 瓦木村         | 瓦木村                      | 瓦木村                    | 瓦木村                    | 1942年5月5日 併入西宮市    | 西宮市                    | 西宮市                   | 西宮市                  | 西宮市                  |  |
| 鳴尾村         | 鳴尾村                      | 鳴尾村                    | 鳴尾村                    | 鳴尾村                     | 1951年4月1日 併入西宮市   | 西宮市                   | 西宮市                  | 西宮市                  |  |
| 武庫村         | 武庫村                      | 武庫村                    | 武庫村                    | 1942年2月1日 併入尼崎市    | 1942年2月1日 併入尼崎市   | 1942年2月1日 併入尼崎市  | 1942年2月1日 併入尼崎市 | 1942年2月1日 併入尼崎市 |  |
| 大村           |                             |                           |                           | 1942年2月1日 併入尼崎市    | 1942年2月1日 併入尼崎市   | 1942年2月1日 併入尼崎市  | 1942年2月1日 併入尼崎市 | 1942年2月1日 併入尼崎市 |  |
| 菟原郡精道村   | 1896年4月1日 武庫郡精道村   | 1896年4月1日 武庫郡精道村 | 1896年4月1日 武庫郡精道村 | 1940年11月10日 蘆屋市      | 1940年11月10日 蘆屋市     | 1940年11月10日 蘆屋市    | 1940年11月10日 蘆屋市   | 1940年11月10日 蘆屋市   |  |
| 菟原郡本村     | 1896年4月1日 武庫郡本村     | 1896年4月1日 武庫郡本村   | 1896年4月1日 武庫郡本村   | 1896年4月1日 武庫郡本村    | 1950年10月10日 併入神戶市 | 神戶市                   | 神戶市                  | 神戶市                  |  |
| 菟原郡本山村   | 1896年4月1日 武庫郡本山村   | 1896年4月1日 武庫郡本山村 | 1896年4月1日 武庫郡本山村 | 1896年4月1日 武庫郡本山村  | 1950年10月10日 併入神戶市 | 神戶市                   | 神戶市                  | 神戶市                  |  |
| 菟原郡魚崎村   | 1896年4月1日 武庫郡魚崎村   | 1914年5月1日 魚崎町       | 1914年5月1日 魚崎町       | 1914年5月1日 魚崎町        | 1950年4月1日 併入神戶市   | 神戶市                   | 神戶市                  | 神戶市                  |  |
| 菟原郡住吉村   | 1896年4月1日 武庫郡住吉村   | 1896年4月1日 武庫郡住吉村 | 1896年4月1日 武庫郡住吉村 | 1896年4月1日 武庫郡住吉村  | 1950年4月1日 併入神戶市   | 神戶市                   | 神戶市                  | 神戶市                  |  |
| 菟原郡御影町   | 1896年4月1日 武庫郡御影町   | 1896年4月1日 武庫郡御影町 | 1896年4月1日 武庫郡御影町 | 1896年4月1日 武庫郡御影町  | 1950年4月1日 併入神戶市   | 神戶市                   | 神戶市                  | 神戶市                  |  |
| 菟原郡六甲村   | 1896年4月1日 武庫郡六甲村   | 1896年4月1日 武庫郡六甲村 | 1896年4月1日 武庫郡六甲村 | 1929年4月1日 併入御影町    | 1950年4月1日 併入神戶市   | 神戶市                   | 神戶市                  | 神戶市                  |  |
| 菟原郡六甲村   | 1896年4月1日 武庫郡六甲村   | 1896年4月1日 武庫郡六甲村 | 1896年4月1日 武庫郡六甲村 | 1929年4月1日 併入神戶市    | 神戶市                    | 神戶市                   | 神戶市                  | 神戶市                  |  |
| 菟原郡都賀濱村 | 1896年4月1日 武庫郡都賀濱村 | 1914年7月1日 西鄉町       | 1914年7月1日 西鄉町       | 1929年4月1日 併入神戶市    | 神戶市                    | 神戶市                   | 神戶市                  | 神戶市                  |  |
| 菟原郡西灘村   | 1896年4月1日 武庫郡西灘村   | 1896年4月1日 武庫郡西灘村 | 1896年4月1日 武庫郡西灘村 | 1929年4月1日 併入神戶市    | 神戶市                    | 神戶市                   | 神戶市                  | 神戶市                  |  |
| 八部郡須磨村   | 1896年4月1日 武庫郡須磨村   | 1912年4月1日 須磨町       | 1920年4月1日 併入神戶市   | 神戶市                     | 神戶市                    | 神戶市                   | 神戶市                  | 神戶市                  |  |
| 八部郡須磨村   | 1896年4月1日 合併為神戶市   |                           |                           | 神戶市                     | 神戶市                    | 神戶市                   | 神戶市                  | 神戶市                  |  |
| 八部郡湊村     |                             |                           |                           | 神戶市                     | 神戶市                    | 神戶市                   | 神戶市                  | 神戶市                  |  |
| 八部郡林田村   |                             |                           |                           | 神戶市                     | 神戶市                    | 神戶市                   | 神戶市                  | 神戶市                  |  |
| 神戶區         |                             |                           |                           | 神戶市                     | 神戶市                    | 神戶市                   | 神戶市                  | 神戶市                  |  |
| 八部郡山田村   | 1896年4月1日 武庫郡山田村   | 1896年4月1日 武庫郡山田村 | 1896年4月1日 武庫郡山田村 | 1896年4月1日 武庫郡山田村  | 1947年3月1日 併入神戶市   | 神戶市                   | 神戶市                  | 神戶市                  |  |